# Eugen Keyler
Eugen Keyler (1840 tại Königsberg – 1902 tại Berlin) là một tướng lĩnh quân đội Phổ, đã từng tham chiến trong cuộc Chiến tranh Áo-Phổ (1866) và cuộc Chiến tranh Pháp-Đức (1870 – 1871).

## Tiểu sử
Năm ông 20 tuổi (1860), Keyler gia nhập Trung đoàn Phóng lựu số 1 (số 1 Đông Phổ) "Thái tử", và được bổ nhiệm làm sĩ quan phụ tá Tiểu đoàn Bắn súng hỏa mai (Füsilier-Bataillons) của trung đoàn này vào năm 1864. Trong cuộc Chiến tranh Áo-Phổ năm 1866, ông là sĩ quan phụ tá của Sư đoàn Bộ binh số 1. Sau khi ông học tại Học viện Quân sự Phổ kể từ năm 1866 cho đến năm 1869, ông được ủy nhiệm làm sĩ quan phụ tá của Lữ đoàn Bộ binh số 17, và đã tham chiến cùng đơn vị này trong cuộc Chiến tranh Pháp-Đức (1870 – 1871). Sau khi cuộc chiến tranh chấm dứt với sự bại trận của Pháp, ông được cử vào Bộ Tham mưu với cấp bậc Đại úy. Đến năm 1879, ông được phong hàm Thiếu tá trong Bộ Tham mưu của Quân đoàn VII.
Trong Năm tam đế 1888, ông được lãnh chức Trung đoàn trưởng của Trung đoàn Phóng lựu số 4 Vua Friedrich Đại đế (số 3 Đông Phổ). Kể từ năm 1894, ông giữ chức chỉ huy Đồn binh Königsberg ở Phổ. Ông được lên quân hàm Trung tướng vào năm 1895 và hai năm sau đó, ông về hưu (1897).